# Abu Mahdi al-Muhandis
Abu Mahdi al-Muhandis (nacido como Jamal Jaafar Mohammed Ali Ebrahimi, en árabe: جمال جعفر محمد علي آل إبراهيم; Basora, 1 de julio de 1954-Bagdad, 3 de enero de 2020) fue un comandante militar iraquí que lideraba la alianza paramilitar iraquí Fuerzas de Movilización Popular. Participó en la segunda batalla de Tikrit en marzo de 2015. en el momento de su muerte, era jefe adjunto de las FMP y estaba considerado como uno de los hombres más poderosos de Irak.
Desde 1977, fue un opositor de Sadam Huseín. Se convirtió en el comandante de milicias voluntarias que surgieron de la necesidad de combatir a ISIS, incluido el grupo de milicias Kataeb Hezbolá,que es designado como organización terrorista por los gobiernos de Japón, Estados Unidos y los Emiratos Árabes Unidos;  y antes de eso trabajó con el Cuerpo de la Guardia Revolucionaria Islámica de Irán contra el régimen de Sadam. Los Estados Unidos lo incluyeron en su lista oficial de terroristas desde 2009.
Según información de la agencia Reuters, estuvo conectado con la Guardia Revolucionaria iraní en su lucha contra el régimen de Sadam Huseín y posteriormente fue líder de la organización Brigadas Hezbolá. Fue condenado a muerte como autor de los ataques contra las embajadas de Estados Unidos y Francia en Kuwait en represalia por su apoyo a Irak en la guerra Irán-Irak.
Fue localizado y asesinado por un ataque selectivo con drones estadounidenses cerca del Aeropuerto Internacional de Bagdad el 3 de enero de 2020, que también mató al jefe de la Fuerza Quds expedicionaria de Irán, Qasem Soleimani. 

## Biografía

### Primeros años
Finalizó sus estudios en ingeniería en 1977 y ese mismo año se unió el Partido Islámico Dawa. Cuando este partido fue prohibido por Sadam Huseín, huyó a la ciudad iraní de Ahvaz, donde el régimen iraní instaló un campamento para recibir a los disidentes iraquíes.

### Carrera militar
Fue acusado de terrorismo por sus actividades en Kuwait en los años 1980. Fue condenado a muerte en ausencia por un tribunal en Kuwait acusado de estar implicado en varios atentados con bomba en Kuwait en 1983 contra las embajadas de Estados Unidos y Francia. Su nombre se encontraba en la lista de quienes Estados Unidos considera terroristas.
En 2003 regresó a Irak con la caída de Sadam Huseín y trabajó como asesor de seguridad del primer ministro iraquí después de la invasión de EE. UU. Ibrahim al-Jaafari. En 2005 fue elegido para ocupar un escaño en el parlamento iraquí en representación de la Gobernación de Babilonia. Cuando los oficiales estadounidenses descubrieron su trayectoria, plantearon el tema al primer ministro Nuri al Maliki en 2007.
Después de ello dejó Irak y huyó a Irán. Regresó a Irak después de la retirada de las tropas estadounidenses, y asumió como jefe adjunto de las Fuerzas de Movilización Popular. Según algunas informaciones, mantuvo conexiones con la Fuerza Quds, la unidad especial iraní de los Cuerpos de la Guardia Revolucionaria Islámica encargada de las operaciones internacionales.

## Sanciones
En 2009, al-Muhandis fue sancionado por el Departamento del Tesoro de los Estados Unidos por presuntamente ayudar al Cuerpo de los Guardianes de la Revolución Islámica. Muhandis también fue acusado de estar vinculado a la IJO, que participó en el atentado contra la embajada de Estados Unidos en Beirut. 

## Muerte

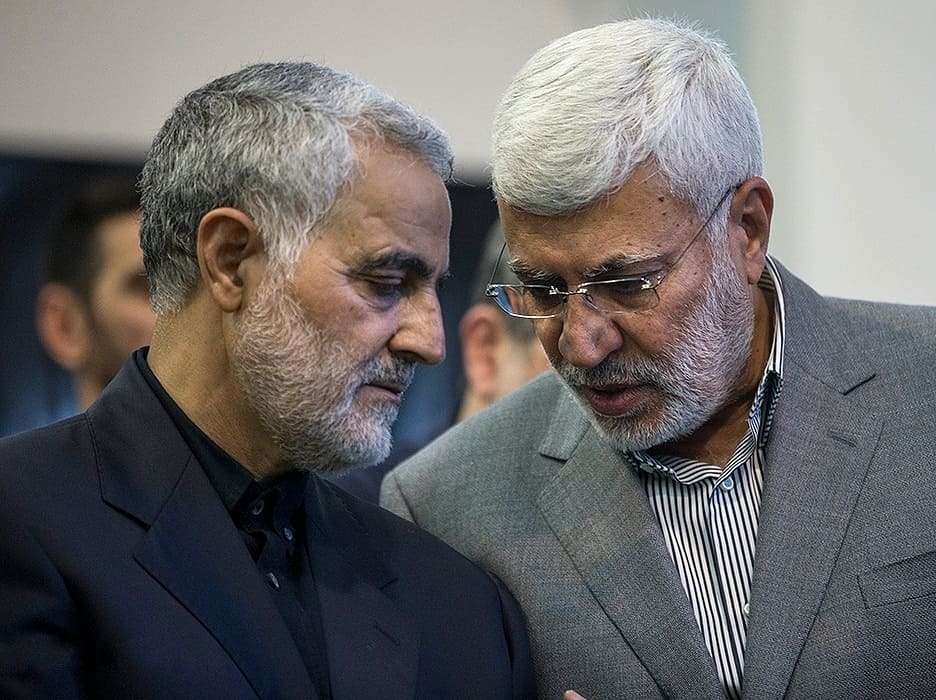
Abu Mahdi al-Muhandis junto a Qasem Soleimani

Abu Mahdi al Muhandis fue asesinado el 3 de enero de 2020 alrededor de la 1:00 a. m. hora local (22:00 UTC del 2 de enero), por Estados Unidos. Ataque con drones contra Qasem Soleimani y su convoy cerca del aeropuerto internacional de Bagdad.

### Reacciones
El grupo Yihad Islámica Palestina lo mencionó como uno de los símbolos de la liberación iraquí de la ocupación estadounidense y también de las condolencias a los iraquíes por la muerte de Abu Mahdi al-Muhandis.

### Funeral
El 4 de enero, se celebró en Bagdad un cortejo fúnebre por Soleimani al que asistieron miles de dolientes, ondeando banderas iraquíes y de la milicia y coreando "muerte a Estados Unidos, muerte a Israel".  La procesión comenzó en la mezquita de Al-Kadhimiya en Bagdad. El primer ministro iraquí, Adil Abdul-Mahdi, y líderes de milicias respaldadas por Irán asistieron al cortejo fúnebre. Los restos de Soleimani fueron llevados a las ciudades sagradas chiitas de Karbala y Najaf.  El 5 de enero, los restos de los cuerpos llegaron a Ahvaz, y luego a Mashhad. Decenas de miles de dolientes vestidos de negro asistieron al cortejo fúnebre con banderas verdes, blancas y rojas. 
e inició un cortejo fúnebre desde Ahvaz y luego se los llevó a Mashhad. El 6 de enero, el líder supremo iraní, Alí Jamenei, pronunció oraciones fúnebres entre cientos de miles de personas y lloró frente a los ataúdes de los fallecidos envueltos en banderas. El 7 de enero, su cuerpo fue devuelto a Irak y trasladado a su ciudad natal de Basora.  Su entierro se retrasó debido a la gran multitud en el funeral.  El 8 de enero, Al-Muhandis fue enterrado en Nayaf, Irak, donde cientos de dolientes se reunieron para presentar sus últimos respetos. También se celebraron cortejos fúnebres en varias ciudades iraquíes antes de Najaf, incluidas Bagdad y Karbala. 